# Marco Djuricin
Marco Djuricin (* 12. prosince 1992) je rakouský fotbalista, který hraje jako útočník za First Vienna FC 1894.
Na klubové úrovni hrál v Německu, Rakousku, Anglii, Maďarsku, Švýcarsku, Chorvatsku a na Slovensku. S FC Red Bull Salzburg v sezóně 2014/15 vyhrál Bundesligu a pohár.
Je bývalým reprezentantem Rakouska, hrál za mládežnické reprezentace a v roce 2015 odehrál 2 zápasy za seniorskou reprezentaci.
Jeho otec Goran je bývalý fotbalista.